# Thời gian thu hồi tiền hàng tồn đọng
Trong kế toán, Thời gian thu hồi tiền hàng tồn đọng (còn gọi là DSO và các khoản phải thu ngày) là một phép tính được sử dụng bởi một công ty để ước tính thời gian thu trung bình của họ. Đây là một tỷ số tài chính minh họa các khoản phải thu của công ty đang được quản lý như thế nào. Số liệu doanh số bán hàng trong ngày là chỉ số về mối quan hệ giữa các khoản phải thu tồn đọng và doanh số tài khoản tín dụng đạt được trong một khoảng thời gian nhất định.
Thông thường, Thời gian thu hồi tiền hàng tồn đọng được tính hàng tháng. Phân tích Thời gian thu hồi tiền hàng tồn đọng cung cấp thông tin chung về số ngày trung bình mà khách hàng thực hiện để thanh toán hóa đơn. Nói chung, tuy nhiên, tỷ lệ DSO cao hơn có thể cho biết cơ sở khách hàng có vấn đề về tín dụng và/hoặc công ty thiếu hoạt động thu tiền của mình. Tỷ lệ thấp có thể cho thấy chính sách tín dụng của công ty quá khắt khe, điều này có thể cản trở việc bán hàng.
Thời gian thu hồi tiền hàng tồn đọng được coi là một công cụ quan trọng trong việc đo lường tính thanh khoản. Thời gian thu hồi tiền hàng tồn đọng có xu hướng tăng lên khi một công ty trở nên ít rủi ro hơn. Thời gian thu hồi tiền hàng tồn đọng cao hơn cũng có thể là dấu hiệu phân tích không đầy đủ của ứng viên cho các điều khoản tín dụng tài khoản mở. Sự gia tăng DSO có thể dẫn đến các vấn đề về dòng tiền, và có thể dẫn đến quyết định tăng dự trữ nợ xấu của công ty chủ nợ.
Một tỷ lệ DSO có thể được biểu diễn dưới dạng:
Tỷ lệ DSO = các khoản phải thu / doanh số trung bình mỗi ngày hoặc
Tỷ lệ DSO = các khoản phải thu / (doanh thu hàng năm / 365 ngày)
Thời gian thu hồi tiền hàng tồn đọng có thể thay đổi theo từng tháng và trong suốt một năm với chu kỳ kinh doanh theo mùa của công ty. Quan tâm khi phân tích hiệu suất của một công ty là xu hướng trong DSO. Nếu DSO mất nhiều thời gian hơn, khách hàng sẽ mất nhiều thời gian hơn để thanh toán hóa đơn của họ, có thể là cảnh báo rằng khách hàng không hài lòng với sản phẩm hoặc dịch vụ của công ty hoặc doanh số đó đang được thực hiện cho khách hàng kém tín dụng hơn hoặc người bán hàng có để cung cấp các điều khoản thanh toán dài hơn để tạo doanh thu. Nhiều báo cáo tài chính sẽ ghi nhận doanh thu phải thu được xác định là Doanh thu tài khoản thuần / khoản phải thu thương mại; chia giá trị này thành khoảng thời gian trong ngày để nhận DSO.
Tuy nhiên, thời gian thu hồi tiền hàng tồn đọng không phải là dấu hiệu chính xác nhất về hiệu quả của bộ phận thu tài khoản. Những thay đổi về khối lượng bán hàng ảnh hưởng đến kết quả tính toán doanh số bán hàng trong ngày. Ví dụ, ngay cả khi số dư quá hạn vẫn giữ nguyên, tăng doanh thu có thể dẫn đến DSO thấp hơn. Một cách tốt hơn để đo lường hiệu suất của tín dụng và chức năng thu là bằng cách xem tổng số dư quá hạn theo tỷ lệ tổng số dư phải thu của tài khoản (tổng AR = Hiện tại + Quá hạn), đôi khi được tính bằng cách sử dụng số dư nợ quá hạn (DDSO) công thức.